# Херкјулејнијум (Мисури)
Херкјулејнијум (енгл. Herculaneum) град је у америчкој савезној држави Мисури.

## Демографија
По попису из 2010. године број становника је 3.468, што је 663 (23,6%) становника више него 2000. године.
| Група             | 2000.         | 2010.         |
| Белци             | 2.699 (96,2%) | 3.290 (94,9%) |
| Афроамериканци    | 73 (2,6%)     | 61 (1,8%)     |
| Азијати           | 5 (0,2%)      | 37 (1,1%)     |
| Хиспаноамериканци | 18 (0,6%)     | 31 (0,9%)     |
| Укупно            | 2.805         | 3.468         |